# Ecolocalização

Uma representação dos sinais de ultrassom emitidos por um morcego e o eco de um objeto próximo.

Ecolocalização, também chamada de bio sonar, é um tipo de sonar ativo biológico utilizado por diversos grupos de animais, tanto no ar quanto na água. Animais que utilizam a ecolocalização emitem sons e escutam os ecos desses sons que retornam de vários objetos próximos. Eles usam esses ecos para localizar e identificar objetos. A ecolocalização é usada para navegação, forrageamento e caça de presas.
Os sons de ecolocalização podem ser modulados em frequência (FM, variando em tom durante o som) ou de frequência constante (CF). A modulação em frequência (FM) oferece uma discriminação precisa de distância para localizar a presa, ao custo de um alcance operacional reduzido. A frequência constante (CF) permite detectar tanto a velocidade quanto os movimentos da presa por meio do efeito Doppler. A FM pode ser mais adequada para ambientes próximos e desordenados, enquanto a CF pode ser mais eficaz em ambientes abertos ou para caça a partir de poleiros.
Animais que utilizam a ecolocalização incluem mamíferos, especialmente odontocetos (baleias com dentes) e algumas espécies de morcego, além de formas mais simples em outros grupos, como musaranhos. Algumas espécies de aves em dois grupos que habitam cavernas também utilizam a ecolocalização, nomeadamente os andorinhões-das-cavernas e o guácharo.
Alguns animais que são presas de morcegos que utilizam a ecolocalização desenvolvem contramedidas ativas para evitar a captura. Estas incluem evitar predadores, desviar de ataques e o uso de cliques ultrassônicos, que evoluíram para múltiplas funções, incluindo aposematismo, mimetismo de espécies quimicamente defendidas e interferência na ecolocalização.

## Pesquisa inicial
O termo ecolocalização foi cunhado em 1944 pelo zoólogo americano Donald Griffin [en], que, junto com Robert Galambos [en], demonstrou pela primeira vez o fenômeno em morcegos. Como Griffin descreveu em seu livro, o cientista italiano do século XVIII Lazzaro Spallanzani concluiu, por meio de uma série de experimentos elaborados, que, quando os morcegos voam à noite, eles dependem de algum sentido além da visão, mas não descobriu que esse sentido era a audição. O médico e naturalista suíço Louis Jurine [en] repetiu os experimentos de Spallanzani (usando diferentes espécies de morcegos) e concluiu que, quando caçam à noite, os morcegos dependem da audição. Em 1908, Walter Louis Hahn confirmou as descobertas de Spallanzani e Jurine.
Em 1912, o inventor Hiram Maxim propôs, de forma independente, que os morcegos usavam som abaixo da faixa auditiva humana para evitar obstáculos. Em 1920, o fisiologista inglês Hamilton Hartridge propôs corretamente que os morcegos usavam frequências acima da faixa de audição humana. Já a ecolocalização em odontocetos (baleias com dentes) não foi adequadamente descrita até duas décadas após o trabalho de Griffin e Galambos, por Schevill [en] e McBride em 1956. No entanto, em 1953, Jacques Cousteau sugeriu em seu primeiro livro, "The Silent World", que os golfinhos tinham algo como um sonar, com base em suas habilidades de navegação.

## Princípios
A ecolocalização é um sonar ativo, utilizando sons produzidos pelo próprio animal. A medição da distância é alcançada ao calcular o atraso temporal entre a emissão do som pelo animal e os ecos que retornam do ambiente. A intensidade relativa do som recebido em cada ouvido, assim como o atraso temporal entre a chegada aos dois ouvidos, fornece informações sobre o ângulo horizontal (azimute) de onde as ondas sonoras refletidas chegam.
Diferentemente de alguns sonares artificiais que dependem de múltiplos feixes estreitos e vários receptores para localizar um alvo (sonar multifásico), a ecolocalização animal possui apenas um transmissor e dois receptores (os ouvidos) posicionados ligeiramente afastados. Os ecos que retornam aos ouvidos chegam em diferentes momentos e intensidades, dependendo da posição do objeto que gera os ecos. As diferenças de tempo e intensidade são usadas pelos animais para perceber distância e direção. Com a ecolocalização, o morcego ou outro animal pode determinar não apenas para onde está indo, mas também o tamanho de outro animal, que tipo de animal é e outras características.

### Características acústicas
A descrição da diversidade dos sons de ecolocalização requer a análise das características temporais e de frequência desses sons. São as variações nesses aspectos que produzem chamadas de ecolocalização adequadas para diferentes ambientes acústicos e comportamentos de caça. As chamadas dos morcegos foram as mais intensamente pesquisadas, mas os princípios se aplicam a todas as chamadas de ecolocalização.
As frequências das chamadas de ecolocalização dos morcegos variam de 11 kHz até 212 kHz. Morcegos insetívoros que caçam no ar, perseguindo presas em espaços abertos, emitem chamadas com frequência entre 20 kHz e 60 kHz, pois essa faixa oferece o melhor alcance e acuidade de imagem, além de serem menos perceptíveis para insetos. No entanto, frequências mais baixas são adaptativas para algumas espécies com diferentes presas e ambientes. Euderma maculatum, uma espécie de morcego que se alimenta de mariposas, usa uma frequência particularmente baixa de 12,7 kHz, que não pode ser ouvida pelas mariposas.
As chamadas de ecolocalização podem ser compostas por dois tipos diferentes de estrutura de frequência: varreduras moduladas em frequência (FM) e tons de frequência constante (CF). Uma chamada específica pode consistir em uma, outra ou ambas as estruturas. Uma varredura FM é um sinal de banda larga – ou seja, contém uma varredura descendente por uma faixa de frequências. Um tom CF é um sinal de banda estreita: o som permanece constante em uma única frequência durante toda a sua duração.
As chamadas de ecolocalização em morcegos foram medidas com intensidades entre 60 e 140 decibéis. Certas espécies de morcegos podem modificar a intensidade de sua chamada durante o processo, reduzindo a intensidade à medida que se aproximam de objetos que refletem o som fortemente. Isso evita que o eco retornado atordoe o morcego. Chamadas de alta intensidade, como as de morcegos que caçam no ar (133 dB), são adaptativas para caça em céus abertos. Essas chamadas de alta intensidade são necessárias para detectar moderadamente o ambiente, pois o ar absorve fortemente o ultrassom e o tamanho dos insetos oferece apenas um pequeno alvo para reflexão sonora. Além disso, os chamados "morcegos sussurrantes" adaptaram a ecolocalização de baixa amplitude para que suas presas, mariposas, que conseguem ouvir chamadas de ecolocalização, tenham menos capacidade de detectar e evitar um morcego que se aproxima.
Uma única chamada de ecolocalização (uma chamada sendo um traço contínuo em um espectrograma sonoro, e uma série de chamadas formando uma sequência ou passagem) pode durar de menos de 3 a mais de 50 milissegundos. A duração do pulso é de cerca de 3 milissegundos em morcegos FM, como os da família Phyllostomidae e alguns Vespertilionidae; entre 7 e 16 milissegundos em morcegos de frequência quase constante (QCF), como outros Vespertilionidae, Emballonuridae e Molossidae; e entre 11 milissegundos (Hipposideridae) e 52 milissegundos (Rhinolophidae) em morcegos CF. A duração também depende do estágio do comportamento de captura de presas em que o morcego está envolvido, geralmente diminuindo quando o morcego está nas fases finais de captura da presa – isso permite que o morcego emita chamadas mais rapidamente sem sobreposição de chamada e eco. Reduzir a duração tem o custo de haver menos som total disponível para refletir em objetos e ser ouvido pelo morcego.
O intervalo de tempo entre chamadas de ecolocalização subsequentes (ou pulsos) determina dois aspectos da percepção do morcego. Primeiro, ele estabelece quão rapidamente as informações da cena auditiva do morcego são atualizadas. Por exemplo, os morcegos aumentam a taxa de repetição de suas chamadas (ou seja, diminuem o intervalo entre pulsos) à medida que se aproximam de um alvo. Isso permite que o morcego obtenha novas informações sobre a localização do alvo a uma taxa mais rápida quando mais precisa. Em segundo lugar, o intervalo de pulso determina o alcance máximo que os morcegos podem detectar objetos. Isso ocorre porque os morcegos só conseguem rastrear os ecos de uma chamada por vez; assim que fazem outra chamada, param de escutar os ecos da chamada anterior. Por exemplo, um intervalo de pulso de 100 ms (típico de um morcego procurando insetos) permite que o som viaje no ar por cerca de 34 metros, então o morcego só pode detectar objetos a até 17 m de distância (o som precisa ir e voltar). Com um intervalo de pulso de 5 ms (típico de um morcego nos momentos finais de uma tentativa de captura), o morcego só pode detectar objetos a até 85 cm de distância. Portanto, o morcego constantemente precisa escolher entre obter informações atualizadas rapidamente e detectar objetos distantes.

### Compensação entre FM e CF

#### Vantagens do sinal FM
A principal vantagem conferida por um sinal FM é a discriminação de alcance extremamente precisa, ou localização,, do alvo. J. A. Simmons demonstrou esse efeito com uma série de experimentos que mostraram como morcegos que usam sinais FM podiam distinguir entre dois alvos separados, mesmo quando os alvos estavam a menos de meio milímetro de distância. Essa capacidade se deve à varredura de banda larga do sinal, que permite uma melhor resolução do atraso temporal entre a chamada e o eco retornado, melhorando assim a correlação cruzada entre os dois. Se frequências harmônicas são adicionadas ao sinal FM, essa localização se torna ainda mais precisa.
Uma possível desvantagem do sinal FM é o alcance operacional reduzido da chamada. Como a energia da chamada é espalhada por muitas frequências, a distância na qual o morcego FM pode detectar alvos é limitada. Isso ocorre, em parte, porque qualquer eco retornando em uma frequência específica só pode ser avaliado por uma fração breve de milissegundo, já que a rápida varredura descendente da chamada não permanece em uma única frequência por muito tempo.

#### Vantagens do sinal CF
A estrutura de um sinal CF é adaptativa, pois permite que o morcego detecte tanto a velocidade de um alvo quanto o batimento das asas de uma presa por meio de frequências alteradas pelo efeito Doppler. Um deslocamento Doppler é uma alteração na frequência da onda sonora e ocorre em duas situações relevantes: quando o morcego e seu alvo estão se movendo um em relação ao outro, e quando as asas do alvo estão oscilando para frente e para trás. Morcegos CF devem compensar os deslocamentos Doppler, reduzindo a frequência de sua chamada em resposta a ecos de frequência elevada – isso garante que o eco retornado permaneça na frequência à qual os ouvidos do morcego estão mais finamente sintonizados. A oscilação das asas de um alvo também produz mudanças de amplitude, o que dá ao morcego CF uma ajuda adicional para distinguir um alvo em movimento de um estacionário. Os morcegos rinolofídeos caçam dessa maneira.
Além disso, como a energia do sinal de uma chamada CF está concentrada em uma banda de frequência estreita, o alcance operacional da chamada é muito maior do que o de um sinal FM. Isso se baseia no fato de que os ecos retornando dentro da banda de frequência estreita podem ser somados ao longo de toda a duração da chamada, que mantém uma frequência constante por até 100 milissegundos.

#### Ambientes acústicos de sinais FM e CF
Um componente FM é excelente para caçar presas enquanto voa em ambientes próximos e desordenados. Dois aspectos do sinal FM explicam esse fato: a localização precisa do alvo conferida pelo sinal de banda larga e a curta duração da chamada. O primeiro é essencial porque, em um ambiente desordenado, os morcegos devem ser capazes de distinguir suas presas de grandes quantidades de ruído de fundo. As capacidades de localização 3D do sinal de banda larga permitem que o morcego faça exatamente isso, fornecendo o que Simmons e Stein (1980) chamam de "estratégia de rejeição de ruído". Essa estratégia é ainda mais aprimorada pelo uso de harmônicos, que, como mencionado anteriormente, melhoram as propriedades de localização da chamada. A curta duração da chamada FM também é ideal em ambientes desordenados, pois permite que o morcego emita muitas chamadas extremamente rapidamente sem sobreposição. Isso significa que o morcego pode obter um fluxo quase contínuo de informações – essencial quando os objetos estão próximos, pois passarão rapidamente – sem confundir qual eco corresponde a qual chamada.
Um componente CF é frequentemente usado por morcegos que caçam presas enquanto voam em ambientes abertos e sem ruído, ou por morcegos que esperam em poleiros pela aparição de suas presas. O sucesso da primeira estratégia deve-se a dois aspectos da chamada CF, ambos conferindo excelentes habilidades de detecção de presas. Primeiro, o maior alcance de trabalho da chamada permite que os morcegos detectem alvos presentes a grandes distâncias – uma situação comum em ambientes abertos. Segundo, a duração da chamada também é adequada para alvos a grandes distâncias: nesse caso, há uma menor chance de que a chamada longa se sobreponha ao eco retornado. A última estratégia é possível pelo fato de que a chamada longa e de banda estreita permite que o morcego detecte deslocamentos Doppler, que seriam produzidos por um inseto se movendo em direção ou para longe de um morcego em poleiro.

## Alcance taxonômico
A ecolocalização ocorre em uma variedade de mamíferos e aves, conforme descrito abaixo. Ela evoluiu repetidamente, um exemplo de evolução convergente.
| Rodentia | Typhlomys cinereus |
|          | Typhlomys cinereus |

|  | Morcegos |
|  |          |
|  | Baleias  |
|  |          |

|  | Musaranhos   |
|  |              |
|  | Solenodontes |
|  |              |

|  | Morcegos |
|  |          |
|  | Baleias  |
|  |          |

|  | Musaranhos   |
|  |              |
|  | Solenodontes |
|  |              |

| Rodentia | Typhlomys cinereus |
|          | Typhlomys cinereus |

|  | Morcegos |
|  |          |
|  | Baleias  |
|  |          |

|  | Musaranhos   |
|  |              |
|  | Solenodontes |
|  |              |

|  | Morcegos |
|  |          |
|  | Baleias  |
|  |          |

|  | Musaranhos   |
|  |              |
|  | Solenodontes |
|  |              |

|  | Tenrecos |
|  |          |

| Rodentia | Typhlomys cinereus |
|          | Typhlomys cinereus |

|  | Morcegos |
|  |          |
|  | Baleias  |
|  |          |

|  | Musaranhos   |
|  |              |
|  | Solenodontes |
|  |              |

|  | Morcegos |
|  |          |
|  | Baleias  |
|  |          |

|  | Musaranhos   |
|  |              |
|  | Solenodontes |
|  |              |

| Rodentia | Typhlomys cinereus |
|          | Typhlomys cinereus |

|  | Morcegos |
|  |          |
|  | Baleias  |
|  |          |

|  | Musaranhos   |
|  |              |
|  | Solenodontes |
|  |              |

|  | Morcegos |
|  |          |
|  | Baleias  |
|  |          |

|  | Musaranhos   |
|  |              |
|  | Solenodontes |
|  |              |

|  | Tenrecos |
|  |          |

|  | Guácharos         |
|  |                   |
|  | Collocaliini [en] |
|  |                   |

| Rodentia | Typhlomys cinereus |
|          | Typhlomys cinereus |

|  | Morcegos |
|  |          |
|  | Baleias  |
|  |          |

|  | Musaranhos   |
|  |              |
|  | Solenodontes |
|  |              |

|  | Morcegos |
|  |          |
|  | Baleias  |
|  |          |

|  | Musaranhos   |
|  |              |
|  | Solenodontes |
|  |              |

| Rodentia | Typhlomys cinereus |
|          | Typhlomys cinereus |

|  | Morcegos |
|  |          |
|  | Baleias  |
|  |          |

|  | Musaranhos   |
|  |              |
|  | Solenodontes |
|  |              |

|  | Morcegos |
|  |          |
|  | Baleias  |
|  |          |

|  | Musaranhos   |
|  |              |
|  | Solenodontes |
|  |              |

|  | Tenrecos |
|  |          |

| Rodentia | Typhlomys cinereus |
|          | Typhlomys cinereus |

|  | Morcegos |
|  |          |
|  | Baleias  |
|  |          |

|  | Musaranhos   |
|  |              |
|  | Solenodontes |
|  |              |

|  | Morcegos |
|  |          |
|  | Baleias  |
|  |          |

|  | Musaranhos   |
|  |              |
|  | Solenodontes |
|  |              |

| Rodentia | Typhlomys cinereus |
|          | Typhlomys cinereus |

|  | Morcegos |
|  |          |
|  | Baleias  |
|  |          |

|  | Musaranhos   |
|  |              |
|  | Solenodontes |
|  |              |

|  | Morcegos |
|  |          |
|  | Baleias  |
|  |          |

|  | Musaranhos   |
|  |              |
|  | Solenodontes |
|  |              |

|  | Tenrecos |
|  |          |

|  | Guácharos         |
|  |                   |
|  | Collocaliini [en] |
|  |                   |

### Morcegos

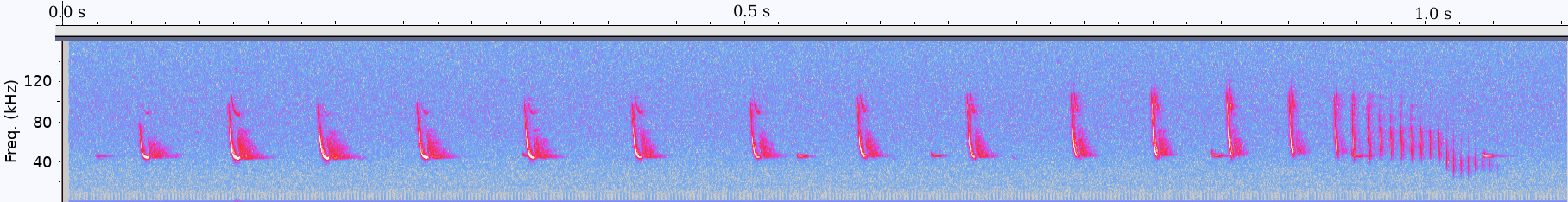
Espectrograma de vocalizações do morcego-anão P. pipistrellus durante a aproximação de presas. A gravação cobre um total de 1,1 segundos; frequência principal mais baixa cerca de 45 kHz. Cerca de 150 milissegundos antes do contato final, o tempo entre chamadas e sua duração tornam-se muito mais curtos ("zumbido de alimentação").
Arquivo de áudio correspondente: Gravação de áudio: Pipistrelo comum aproximando-se de presa, dilatado 20 vezes

Morcegos que utilizam ecolocalização empregam-na para navegar e forragear, frequentemente em escuridão total. Eles geralmente saem de seus abrigos em cavernas, sótãos ou árvores ao entardecer e caçam insetos durante a noite. Usando a ecolocalização, os morcegos podem determinar a distância de um objeto, seu tamanho, forma, densidade e a direção (se houver) em que o objeto está se movendo. O uso da ecolocalização, juntamente com o voo ativo, permite que ocupem um nicho onde há frequentemente muitos insetos (que saem à noite, pois há menos predadores), menos competição por alimento e menos espécies que possam predar os próprios morcegos.

Morcegos que utilizam ecolocalização geram ultrassom por meio da laringe e emitem o som pela boca aberta ou, mais raramente, pelo nariz. Esse último caso é mais pronunciado nos morcegos rinolofídeos (Rhinolophus spp.). As chamadas de ecolocalização dos morcegos variam em frequência de 14.000 a mais de 100.000 Hz, majoritariamente além da faixa do ouvido humano (a faixa auditiva humana típica é considerada de 20 Hz a 20.000 Hz). Os morcegos podem estimar a elevação dos alvos interpretando os padrões de interferência causados pelos ecos refletidos do tragus, uma aba de pele no ouvido externo.

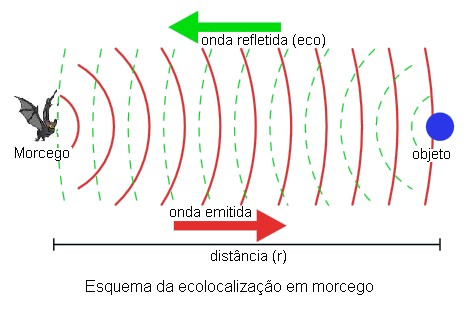
Esquema da ecolocalização em morcego, emitindo ultrassons (em vermelho) que atingem o objeto (em azul), sendo refletidas sobre a forma de eco (em verde) e voltando ao morcego que calcula a distância (r) com base no tempo entre a emissão e recepção.

Espécies individuais de morcegos utilizam a ecolocalização dentro de faixas de frequência específicas que se adequam ao seu ambiente e tipos de presas. Isso tem sido usado por pesquisadores para identificar morcegos voando em uma área simplesmente gravando suas chamadas com gravadores ultrassônicos conhecidos como "detectores de morcegos". No entanto, as chamadas de ecolocalização nem sempre são específicas de uma espécie, e alguns morcegos usam tipos de chamadas que se sobrepõem, de modo que gravações de chamadas de ecolocalização não podem ser usadas para identificar todos os morcegos. Pesquisadores em vários países desenvolveram "bibliotecas de chamadas de morcegos" que contêm gravações de "chamadas de referência" de espécies locais de morcegos para auxiliar na identificação.
Ao procurar presas, os morcegos produzem sons a uma taxa baixa (10–20 cliques por segundo). Durante a fase de busca, a emissão de som é acoplada à respiração, que, por sua vez, está acoplada ao batimento das asas. Esse acoplamento parece conservar energia de forma significativa, pois não há custo energético adicional significativo da ecolocalização para os morcegos em voo. Após detectar um item de presa em potencial, os morcegos que utilizam ecolocalização aumentam a taxa de pulsos, terminando com o zumbido terminal, a taxas tão altas quanto 200 cliques por segundo. Durante a aproximação de um alvo detectado, a duração dos sons é gradualmente reduzida, assim como a energia do som.

#### Evolução dos morcegos
Os morcegos evoluíram no início do Eoceno, cerca de 64 Ma. Os Yangochiroptera apareceram há cerca de 55 Ma, e os Rhinolophoidea, há cerca de 52 Ma. Existem duas hipóteses sobre a evolução da ecolocalização em morcegos. A primeira sugere que a ecolocalização laríngea evoluiu pelo menos duas vezes, ou mais, em Chiroptera, pelo menos uma vez nos Yangochiroptera e pelo menos uma vez nos morcegos rinolofídeos:
|                  | \| \| morcegos das frutas \| \| \| \| \| \| Rousettus \| \| cliques linguais \| \| |
|                  |                                                                                    |
|                  | morcegos das frutas                                                                |
|                  |                                                                                    |
|                  | Rousettus                                                                          |
| cliques linguais |                                                                                    |

|                  | morcegos das frutas |
|                  |                     |
|                  | Rousettus           |
| cliques linguais |                     |

|  | Megadermatidae |
|  |                |
|  | Rhinolophidae  |
|  |                |

|                  | \| \| morcegos das frutas \| \| \| \| \| \| Rousettus \| \| cliques linguais \| \| |
|                  |                                                                                    |
|                  | morcegos das frutas                                                                |
|                  |                                                                                    |
|                  | Rousettus                                                                          |
| cliques linguais |                                                                                    |

|                  | morcegos das frutas |
|                  |                     |
|                  | Rousettus           |
| cliques linguais |                     |

|  | Megadermatidae |
|  |                |
|  | Rhinolophidae  |
|  |                |

|                  | \| \| morcegos das frutas \| \| \| \| \| \| Rousettus \| \| cliques linguais \| \| |
|                  |                                                                                    |
|                  | morcegos das frutas                                                                |
|                  |                                                                                    |
|                  | Rousettus                                                                          |
| cliques linguais |                                                                                    |

|                  | morcegos das frutas |
|                  |                     |
|                  | Rousettus           |
| cliques linguais |                     |

|  | Megadermatidae |
|  |                |
|  | Rhinolophidae  |
|  |                |

|                  | \| \| morcegos das frutas \| \| \| \| \| \| Rousettus \| \| cliques linguais \| \| |
|                  |                                                                                    |
|                  | morcegos das frutas                                                                |
|                  |                                                                                    |
|                  | Rousettus                                                                          |
| cliques linguais |                                                                                    |

|                  | morcegos das frutas |
|                  |                     |
|                  | Rousettus           |
| cliques linguais |                     |

|  | Megadermatidae |
|  |                |
|  | Rhinolophidae  |
|  |                |

|                  | \| \| morcegos das frutas \| \| \| \| \| \| Rousettus \| \| cliques linguais \| \| |
|                  |                                                                                    |
|                  | morcegos das frutas                                                                |
|                  |                                                                                    |
|                  | Rousettus                                                                          |
| cliques linguais |                                                                                    |

|                  | morcegos das frutas |
|                  |                     |
|                  | Rousettus           |
| cliques linguais |                     |

|  | Megadermatidae |
|  |                |
|  | Rhinolophidae  |
|  |                |

|                  | \| \| morcegos das frutas \| \| \| \| \| \| Rousettus \| \| cliques linguais \| \| |
|                  |                                                                                    |
|                  | morcegos das frutas                                                                |
|                  |                                                                                    |
|                  | Rousettus                                                                          |
| cliques linguais |                                                                                    |

|                  | morcegos das frutas |
|                  |                     |
|                  | Rousettus           |
| cliques linguais |                     |

|  | Megadermatidae |
|  |                |
|  | Rhinolophidae  |
|  |                |

|                  | \| \| morcegos das frutas \| \| \| \| \| \| Rousettus \| \| cliques linguais \| \| |
|                  |                                                                                    |
|                  | morcegos das frutas                                                                |
|                  |                                                                                    |
|                  | Rousettus                                                                          |
| cliques linguais |                                                                                    |

|                  | morcegos das frutas |
|                  |                     |
|                  | Rousettus           |
| cliques linguais |                     |

|  | Megadermatidae |
|  |                |
|  | Rhinolophidae  |
|  |                |

|                  | \| \| morcegos das frutas \| \| \| \| \| \| Rousettus \| \| cliques linguais \| \| |
|                  |                                                                                    |
|                  | morcegos das frutas                                                                |
|                  |                                                                                    |
|                  | Rousettus                                                                          |
| cliques linguais |                                                                                    |

|                  | morcegos das frutas |
|                  |                     |
|                  | Rousettus           |
| cliques linguais |                     |

|  | Megadermatidae |
|  |                |
|  | Rhinolophidae  |
|  |                |

|                  | \| \| morcegos das frutas \| \| \| \| \| \| Rousettus \| \| cliques linguais \| \| |
|                  |                                                                                    |
|                  | morcegos das frutas                                                                |
|                  |                                                                                    |
|                  | Rousettus                                                                          |
| cliques linguais |                                                                                    |

|                  | morcegos das frutas |
|                  |                     |
|                  | Rousettus           |
| cliques linguais |                     |

|  | Megadermatidae |
|  |                |
|  | Rhinolophidae  |
|  |                |

|                  | \| \| morcegos das frutas \| \| \| \| \| \| Rousettus \| \| cliques linguais \| \| |
|                  |                                                                                    |
|                  | morcegos das frutas                                                                |
|                  |                                                                                    |
|                  | Rousettus                                                                          |
| cliques linguais |                                                                                    |

|                  | morcegos das frutas |
|                  |                     |
|                  | Rousettus           |
| cliques linguais |                     |

|  | Megadermatidae |
|  |                |
|  | Rhinolophidae  |
|  |                |

|                  | \| \| morcegos das frutas \| \| \| \| \| \| Rousettus \| \| cliques linguais \| \| |
|                  |                                                                                    |
|                  | morcegos das frutas                                                                |
|                  |                                                                                    |
|                  | Rousettus                                                                          |
| cliques linguais |                                                                                    |

|                  | morcegos das frutas |
|                  |                     |
|                  | Rousettus           |
| cliques linguais |                     |

|  | Megadermatidae |
|  |                |
|  | Rhinolophidae  |
|  |                |

|                  | \| \| morcegos das frutas \| \| \| \| \| \| Rousettus \| \| cliques linguais \| \| |
|                  |                                                                                    |
|                  | morcegos das frutas                                                                |
|                  |                                                                                    |
|                  | Rousettus                                                                          |
| cliques linguais |                                                                                    |

|                  | morcegos das frutas |
|                  |                     |
|                  | Rousettus           |
| cliques linguais |                     |

|  | Megadermatidae |
|  |                |
|  | Rhinolophidae  |
|  |                |

|                  | \| \| morcegos das frutas \| \| \| \| \| \| Rousettus \| \| cliques linguais \| \| |
|                  |                                                                                    |
|                  | morcegos das frutas                                                                |
|                  |                                                                                    |
|                  | Rousettus                                                                          |
| cliques linguais |                                                                                    |

|                  | morcegos das frutas |
|                  |                     |
|                  | Rousettus           |
| cliques linguais |                     |

|  | Megadermatidae |
|  |                |
|  | Rhinolophidae  |
|  |                |

|                  | \| \| morcegos das frutas \| \| \| \| \| \| Rousettus \| \| cliques linguais \| \| |
|                  |                                                                                    |
|                  | morcegos das frutas                                                                |
|                  |                                                                                    |
|                  | Rousettus                                                                          |
| cliques linguais |                                                                                    |

|                  | morcegos das frutas |
|                  |                     |
|                  | Rousettus           |
| cliques linguais |                     |

|  | Megadermatidae |
|  |                |
|  | Rhinolophidae  |
|  |                |

|                  | \| \| morcegos das frutas \| \| \| \| \| \| Rousettus \| \| cliques linguais \| \| |
|                  |                                                                                    |
|                  | morcegos das frutas                                                                |
|                  |                                                                                    |
|                  | Rousettus                                                                          |
| cliques linguais |                                                                                    |

|                  | morcegos das frutas |
|                  |                     |
|                  | Rousettus           |
| cliques linguais |                     |

|  | Megadermatidae |
|  |                |
|  | Rhinolophidae  |
|  |                |

|                  | \| \| morcegos das frutas \| \| \| \| \| \| Rousettus \| \| cliques linguais \| \| |
|                  |                                                                                    |
|                  | morcegos das frutas                                                                |
|                  |                                                                                    |
|                  | Rousettus                                                                          |
| cliques linguais |                                                                                    |

|                  | morcegos das frutas |
|                  |                     |
|                  | Rousettus           |
| cliques linguais |                     |

|  | Megadermatidae |
|  |                |
|  | Rhinolophidae  |
|  |                |

A segunda hipótese propõe que a ecolocalização laríngea teve uma única origem em Chiroptera, ou seja, que era basal para o grupo, e foi subsequentemente perdida na família Pteropodidae. Mais tarde, o gênero Rousettus na família Pteropodidae desenvolveu um mecanismo diferente de ecolocalização usando um sistema de cliques com a língua:
|                  | \| \| morcegos das frutas \| \| \| \| \| \| Rousettus \| \| cliques linguais \| \| |
|                  |                                                                                    |
|                  | morcegos das frutas                                                                |
|                  |                                                                                    |
|                  | Rousettus                                                                          |
| cliques linguais |                                                                                    |

|                  | morcegos das frutas |
|                  |                     |
|                  | Rousettus           |
| cliques linguais |                     |

|  | Megadermatidae |
|  |                |
|  | Rhinolophidae  |
|  |                |

|                  | \| \| morcegos das frutas \| \| \| \| \| \| Rousettus \| \| cliques linguais \| \| |
|                  |                                                                                    |
|                  | morcegos das frutas                                                                |
|                  |                                                                                    |
|                  | Rousettus                                                                          |
| cliques linguais |                                                                                    |

|                  | morcegos das frutas |
|                  |                     |
|                  | Rousettus           |
| cliques linguais |                     |

|  | Megadermatidae |
|  |                |
|  | Rhinolophidae  |
|  |                |

|                  | \| \| morcegos das frutas \| \| \| \| \| \| Rousettus \| \| cliques linguais \| \| |
|                  |                                                                                    |
|                  | morcegos das frutas                                                                |
|                  |                                                                                    |
|                  | Rousettus                                                                          |
| cliques linguais |                                                                                    |

|                  | morcegos das frutas |
|                  |                     |
|                  | Rousettus           |
| cliques linguais |                     |

|  | Megadermatidae |
|  |                |
|  | Rhinolophidae  |
|  |                |

|                  | \| \| morcegos das frutas \| \| \| \| \| \| Rousettus \| \| cliques linguais \| \| |
|                  |                                                                                    |
|                  | morcegos das frutas                                                                |
|                  |                                                                                    |
|                  | Rousettus                                                                          |
| cliques linguais |                                                                                    |

|                  | morcegos das frutas |
|                  |                     |
|                  | Rousettus           |
| cliques linguais |                     |

|  | Megadermatidae |
|  |                |
|  | Rhinolophidae  |
|  |                |

|                  | \| \| morcegos das frutas \| \| \| \| \| \| Rousettus \| \| cliques linguais \| \| |
|                  |                                                                                    |
|                  | morcegos das frutas                                                                |
|                  |                                                                                    |
|                  | Rousettus                                                                          |
| cliques linguais |                                                                                    |

|                  | morcegos das frutas |
|                  |                     |
|                  | Rousettus           |
| cliques linguais |                     |

|  | Megadermatidae |
|  |                |
|  | Rhinolophidae  |
|  |                |

|                  | \| \| morcegos das frutas \| \| \| \| \| \| Rousettus \| \| cliques linguais \| \| |
|                  |                                                                                    |
|                  | morcegos das frutas                                                                |
|                  |                                                                                    |
|                  | Rousettus                                                                          |
| cliques linguais |                                                                                    |

|                  | morcegos das frutas |
|                  |                     |
|                  | Rousettus           |
| cliques linguais |                     |

|  | Megadermatidae |
|  |                |
|  | Rhinolophidae  |
|  |                |

|                  | \| \| morcegos das frutas \| \| \| \| \| \| Rousettus \| \| cliques linguais \| \| |
|                  |                                                                                    |
|                  | morcegos das frutas                                                                |
|                  |                                                                                    |
|                  | Rousettus                                                                          |
| cliques linguais |                                                                                    |

|                  | morcegos das frutas |
|                  |                     |
|                  | Rousettus           |
| cliques linguais |                     |

|  | Megadermatidae |
|  |                |
|  | Rhinolophidae  |
|  |                |

|                  | \| \| morcegos das frutas \| \| \| \| \| \| Rousettus \| \| cliques linguais \| \| |
|                  |                                                                                    |
|                  | morcegos das frutas                                                                |
|                  |                                                                                    |
|                  | Rousettus                                                                          |
| cliques linguais |                                                                                    |

|                  | morcegos das frutas |
|                  |                     |
|                  | Rousettus           |
| cliques linguais |                     |

|  | Megadermatidae |
|  |                |
|  | Rhinolophidae  |
|  |                |

|                  | \| \| morcegos das frutas \| \| \| \| \| \| Rousettus \| \| cliques linguais \| \| |
|                  |                                                                                    |
|                  | morcegos das frutas                                                                |
|                  |                                                                                    |
|                  | Rousettus                                                                          |
| cliques linguais |                                                                                    |

|                  | morcegos das frutas |
|                  |                     |
|                  | Rousettus           |
| cliques linguais |                     |

|  | Megadermatidae |
|  |                |
|  | Rhinolophidae  |
|  |                |

|                  | \| \| morcegos das frutas \| \| \| \| \| \| Rousettus \| \| cliques linguais \| \| |
|                  |                                                                                    |
|                  | morcegos das frutas                                                                |
|                  |                                                                                    |
|                  | Rousettus                                                                          |
| cliques linguais |                                                                                    |

|                  | morcegos das frutas |
|                  |                     |
|                  | Rousettus           |
| cliques linguais |                     |

|  | Megadermatidae |
|  |                |
|  | Rhinolophidae  |
|  |                |

|                  | \| \| morcegos das frutas \| \| \| \| \| \| Rousettus \| \| cliques linguais \| \| |
|                  |                                                                                    |
|                  | morcegos das frutas                                                                |
|                  |                                                                                    |
|                  | Rousettus                                                                          |
| cliques linguais |                                                                                    |

|                  | morcegos das frutas |
|                  |                     |
|                  | Rousettus           |
| cliques linguais |                     |

|  | Megadermatidae |
|  |                |
|  | Rhinolophidae  |
|  |                |

|                  | \| \| morcegos das frutas \| \| \| \| \| \| Rousettus \| \| cliques linguais \| \| |
|                  |                                                                                    |
|                  | morcegos das frutas                                                                |
|                  |                                                                                    |
|                  | Rousettus                                                                          |
| cliques linguais |                                                                                    |

|                  | morcegos das frutas |
|                  |                     |
|                  | Rousettus           |
| cliques linguais |                     |

|  | Megadermatidae |
|  |                |
|  | Rhinolophidae  |
|  |                |

|                  | \| \| morcegos das frutas \| \| \| \| \| \| Rousettus \| \| cliques linguais \| \| |
|                  |                                                                                    |
|                  | morcegos das frutas                                                                |
|                  |                                                                                    |
|                  | Rousettus                                                                          |
| cliques linguais |                                                                                    |

|                  | morcegos das frutas |
|                  |                     |
|                  | Rousettus           |
| cliques linguais |                     |

|  | Megadermatidae |
|  |                |
|  | Rhinolophidae  |
|  |                |

|                  | \| \| morcegos das frutas \| \| \| \| \| \| Rousettus \| \| cliques linguais \| \| |
|                  |                                                                                    |
|                  | morcegos das frutas                                                                |
|                  |                                                                                    |
|                  | Rousettus                                                                          |
| cliques linguais |                                                                                    |

|                  | morcegos das frutas |
|                  |                     |
|                  | Rousettus           |
| cliques linguais |                     |

|  | Megadermatidae |
|  |                |
|  | Rhinolophidae  |
|  |                |

|                  | \| \| morcegos das frutas \| \| \| \| \| \| Rousettus \| \| cliques linguais \| \| |
|                  |                                                                                    |
|                  | morcegos das frutas                                                                |
|                  |                                                                                    |
|                  | Rousettus                                                                          |
| cliques linguais |                                                                                    |

|                  | morcegos das frutas |
|                  |                     |
|                  | Rousettus           |
| cliques linguais |                     |

|  | Megadermatidae |
|  |                |
|  | Rhinolophidae  |
|  |                |

|                  | \| \| morcegos das frutas \| \| \| \| \| \| Rousettus \| \| cliques linguais \| \| |
|                  |                                                                                    |
|                  | morcegos das frutas                                                                |
|                  |                                                                                    |
|                  | Rousettus                                                                          |
| cliques linguais |                                                                                    |

|                  | morcegos das frutas |
|                  |                     |
|                  | Rousettus           |
| cliques linguais |                     |

|  | Megadermatidae |
|  |                |
|  | Rhinolophidae  |
|  |                |

#### Chamadas e ecologia
Morcegos que utilizam ecolocalização ocupam um conjunto diverso de condições ecológicas; eles podem ser encontrados vivendo em ambientes tão diferentes quanto a Europa e Madagáscar, e caçando fontes de alimento tão variadas quanto insetos, sapos, néctar, frutas e sangue. As características de uma chamada de ecolocalização são adaptadas ao ambiente específico, ao comportamento de caça e à fonte de alimento de cada morcego. A adaptação das chamadas de ecolocalização a fatores ecológicos é limitada pela relação filogenética dos morcegos, levando a um processo conhecido como descendência com modificação, resultando na diversidade dos Chiroptera hoje. Os morcegos podem interferir uns nos outros inadvertidamente, e em algumas situações podem parar de emitir chamadas para evitar interferências.
Insetos voadores são uma fonte comum de alimento para morcegos que utilizam ecolocalização, e alguns insetos (especialmente mariposas) podem ouvir as chamadas de morcegos predadores. No entanto, a evolução de órgãos auditivos [en] em mariposas é anterior à origem dos morcegos, então, embora muitas mariposas escutem as chamadas de ecolocalização de morcegos que se aproximam, seus ouvidos não evoluíram originalmente em resposta a pressões seletivas de morcegos. Essas adaptações das mariposas proporcionam pressão seletiva para que os morcegos melhorem seus sistemas de caça de insetos, culminando em uma "corrida armamentista evolutiva" entre mariposas e morcegos.

#### Mecanismos neurais
Como os morcegos utilizam a ecolocalização para se orientar e localizar objetos, seus sistemas auditivos são adaptados para esse propósito, altamente especializados para perceber e interpretar as chamadas de ecolocalização estereotipadas características de sua própria espécie. Essa especialização é evidente desde o ouvido interno até os mais altos níveis de processamento de informações no córtex auditivo.

##### Ouvido interno e neurônios sensoriais primários
Tanto os morcegos CF quanto os FM possuem ouvidos internos especializados que lhes permitem ouvir sons na faixa ultrassônica, muito além da faixa de audição humana. Embora, na maioria dos outros aspectos, os órgãos auditivos dos morcegos sejam semelhantes aos da maioria dos outros mamíferos, certos morcegos (rinolofídeos, Rhinolophus spp., Mormoops, Pteronotus parnellii) com um componente de frequência constante (CF) em suas chamadas (conhecidos como morcegos de alto ciclo de trabalho) possuem algumas adaptações adicionais para detectar a frequência predominante (e harmônicos) da vocalização CF. Isso inclui uma "sintonização" de frequência estreita dos órgãos do ouvido interno, com uma área especialmente grande respondendo à frequência dos ecos retornados dos morcegos.
A membrana basilar [en] dentro da cóclea contém a primeira dessas especializações para o processamento de informações de eco. Em morcegos que utilizam sinais CF, a seção da membrana que responde à frequência dos ecos retornados é muito maior do que a região de resposta para qualquer outra frequência. Por exemplo, no morcego R. ferrumequinum [en], há uma seção da membrana desproporcionalmente alongada e espessa que responde a sons em torno de 83 kHz, a frequência constante do eco produzido pela chamada do morcego. Essa área de alta sensibilidade a uma faixa específica e estreita de frequência é conhecida como "fóvea acústica".
Morcegos que utilizam ecolocalização possuem pelos cocleares especialmente resistentes a ruídos intensos. As células ciliadas cocleares são essenciais para a sensibilidade auditiva e podem ser danificadas por ruídos intensos. Como os morcegos estão regularmente expostos a ruídos intensos por meio da ecolocalização, a resistência à degradação por fortes ruídos é necessária. Mais adiante no caminho auditivo, o movimento da membrana basilar resulta na estimulação de neurônios auditivos primários. Muitos desses neurônios são especificamente "sintonizados" (respondem mais fortemente) à faixa estreita de frequência dos ecos retornados de chamadas CF. Devido ao grande tamanho da fóvea acústica, o número de neurônios que respondem a essa região, e portanto à frequência do eco, é especialmente alto.

##### Colículo inferior
No colículo inferior, uma estrutura no mesencéfalo do morcego, as informações do caminho de processamento auditivo inferior são integradas e enviadas ao córtex auditivo. Os interneurônios nessa região têm um nível muito alto de sensibilidade a diferenças de tempo, já que o atraso temporal entre uma chamada e o eco retornado indica ao morcego sua distância do objeto alvo. Enquanto a maioria dos neurônios responde mais rapidamente a estímulos mais fortes, os neurônios do colículo mantêm sua precisão de tempo mesmo quando a intensidade do sinal varia. Esses interneurônios são especializados para sensibilidade temporal de várias maneiras. Primeiro, quando ativados, eles geralmente respondem com apenas um ou dois potenciais de ação. Essa curta duração de resposta permite que seus potenciais de ação indiquem especificamente o momento em que o estímulo chegou, e respondam com precisão a estímulos que ocorrem próximos uns dos outros no tempo. Os neurônios têm um limiar de ativação muito baixo – eles respondem rapidamente mesmo a estímulos fracos. Finalmente, para sinais FM, cada interneurônio é sintonizado para uma frequência específica dentro da varredura, assim como para essa mesma frequência no eco seguinte. Há também especialização para o componente CF nesse nível. A alta proporção de neurônios respondendo à frequência da fóvea acústica aumenta ainda mais nesse nível.

##### Córtex auditivo
O córtex auditivo em morcegos é consideravelmente grande em comparação com outros mamíferos. Várias características do som são processadas por diferentes regiões do córtex, cada uma fornecendo informações diferentes sobre a localização ou movimento de um objeto alvo. A maioria dos estudos existentes sobre o processamento de informações no córtex auditivo de morcegos foi realizada por Nobuo Suga [en] no morcego Pteronotus parnellii. A chamada desse morcego possui componentes tanto de tom CF quanto de varredura FM.
Suga e seus colegas demonstraram que o córtex contém uma série de "mapas" de informações auditivas, cada um dos quais é organizado sistematicamente com base em características do som, como frequência e amplitude. Os neurônios nessas áreas respondem apenas a uma combinação específica de frequência e tempo (atraso som-eco), e são conhecidos como neurônios sensíveis a combinações. Os mapas organizados sistematicamente no córtex auditivo respondem a vários aspectos do sinal de eco, como seu atraso e sua velocidade. Essas regiões são compostas por neurônios "sensíveis a combinações" que requerem pelo menos dois estímulos específicos para elicitar uma resposta. Os neurônios variam sistematicamente ao longo dos mapas, que são organizados por características acústicas do som e podem ser bidimensionais. As diferentes características da chamada e de seu eco são usadas pelo morcego para determinar características importantes de suas presas. Os mapas incluem:

Córtex auditivo de um morcego:
Área FM-FM
Área CF-CF
Área sensível à amplitude
Área sensível à frequência
Área DSCF

- Área FM-FM: Esta região do córtex contém neurônios sensíveis a combinações FM-FM. Essas células respondem apenas à combinação de duas varreduras FM: uma chamada e seu eco. Os neurônios na região FM-FM são frequentemente chamados de "sintonizados por atraso", pois cada um responde a um atraso temporal específico entre a chamada original e o eco, para determinar a distância do objeto alvo (alcance). Cada neurônio também mostra especificidade para um harmônico na chamada original e um harmônico diferente no eco. Os neurônios na área FM-FM do córtex de Pteronotus são organizados em colunas, nas quais o tempo de atraso é constante verticalmente, mas aumenta ao longo do plano horizontal. O resultado é que o alcance é codificado pela localização no córtex, aumentando sistematicamente ao longo da área FM-FM.[61][63]
- Área CF-CF: Outro tipo de neurônio sensível a combinações é o neurônio CF-CF. Esses respondem melhor à combinação de uma chamada CF contendo duas frequências específicas – uma chamada a 30 kHz (CF1) e um de seus harmônicos adicionais em torno de 60 ou 90 kHz (CF2 ou CF3) – e os ecos correspondentes. Assim, dentro da região CF-CF, as mudanças na frequência do eco causadas pelo deslocamento Doppler podem ser comparadas à frequência da chamada original para calcular a velocidade do morcego em relação ao objeto alvo. Como na área FM-FM, a informação é codificada por sua localização dentro da organização em forma de mapa da região. A área CF-CF é primeiro dividida nas áreas distintas CF1-CF2 e CF1-CF3. Dentro de cada área, a frequência CF1 é organizada em um eixo, perpendicular ao eixo da frequência CF2 ou CF3. Na grade resultante, cada neurônio codifica uma combinação específica de frequências indicativa de uma velocidade específica.[58][61][62]
- Área de frequência constante deslocada por Doppler (DSCF): Esta grande seção do córtex é um mapa da fóvea acústica, organizado por frequência e amplitude. Os neurônios nesta região respondem a sinais CF que foram deslocados por Doppler (em outras palavras, apenas ecos) e estão dentro da mesma faixa estreita de frequência à qual a fóvea acústica responde. Para Pteronotus, isso é em torno de 61 kHz. Esta área é organizada em colunas, que são dispostas radialmente com base na frequência. Dentro de uma coluna, cada neurônio responde a uma combinação específica de frequência e amplitude. Esta região do cérebro é necessária para a discriminação de frequência.[58][61][62]

### Baleias

Diagrama ilustrando a geração, propagação e recepção de som em uma baleia dentada. Sons emitidos são azuis e sons recebidos são verdes.

O biossonar é valioso tanto para baleias dentadas (parvordem Odontoceti), incluindo golfinhos, toninhas, golfinhos fluviais, orcas e cachalotes, quanto para baleias de barbatana (parvordem Mysticeti), incluindo baleias-franca, baleias-da-groenlândia, baleia-cinzenta e rorquais, porque vivem em um habitat subaquático que possui características acústicas favoráveis e onde a visão é, muitas vezes, extremamente limitada em alcance devido à absorção ou turbidez. Os odontocetos geralmente conseguem ouvir sons em frequências ultrassônicas, enquanto os misticetos ouvem sons na faixa de frequência infrassônica.

#### Baleias x golfinhos
Diferentemente dos golfinhos, baleias não realizam ecolocalização. A característica mais marcante das baleias (Mysticeti) é, naturalmente, a sua barbatana, uma estrutura serrilhada que substitui os dentes, onde seu alimento se prende. Estas baleias desenvolveram placas em vez de dentes, que elas utilizam como um filtro. Esta é uma adaptação útil porque, embora essas criaturas sejam enormes, elas preferem se alimentar de alguns dos organismos mais pequenos no mar, como o krill ou o plâncton. Após seu alimento se grudar às barbatanas, a baleia passa a língua por elas, coletando esses pequenos organismos, que serão digeridos. Os golfinhos,  também chamados de botos, fazem parte dos Odontoceti, os cetáceos com dentes. Seus dentes são fortes e os utilizam-nos para se alimentar e lutar umas com as outras pelo direito de acasalar as fêmeas. Este grupo inclui várias espécies que popularmente são chamadas de baleia, mas que, na verdade, são golfinhos, como orcas, cachalotes, baleias-beluga e baleias-piloto.

#### Evolução das baleias
A evolução dos cetáceos consistiu em três principais radiações evolutivas. Durante os períodos médio e tardio do Eoceno (49–31,5 milhões de anos atrás), os arqueocetos, cetáceos dentados primitivos que surgiram de mamíferos terrestres, eram os únicos cetáceos. Eles não utilizavam ecolocalização, mas possuíam audição subaquática ligeiramente adaptada. No final do Eoceno médio, ossos auriculares acusticamente isolados haviam evoluído para proporcionar aos arqueocetos basilossaurídeos audição subaquática direcional em frequências baixas a médias. Com a extinção dos arqueocetos no início do Oligoceno (33,9–23 milhões de anos atrás), duas novas linhagens evoluíram em uma segunda radiação. Misticetos (baleias de barbatana) e odontocetos primitivos apareceram no Oligoceno médio na Nova Zelândia. Os odontocetos atuais são monofiléticos (de um único grupo evolutivo), mas a ecolocalização evoluiu duas vezes, de forma convergente: uma vez em Xenorophus, um odontoceto tronco do Oligoceno, e uma vez nos odontocetos coroados.
|                     | Physeteroidea                                                                                             |
|                     | |
|                     | \| \| Ziphiidae, etc. \| \| \| \| \| radiação adaptativa \| Delphinoidea \| \| Mioceno \| Delphinoidea \| |
|                     | |
|                     | Ziphiidae, etc.                                                                                           |
|                     | |
| radiação adaptativa | Delphinoidea                                                                                              |
| Mioceno             | Delphinoidea                                                                                              |

|                     | Ziphiidae, etc. |
|                     |                 |
| radiação adaptativa | Delphinoidea    |
| Mioceno             | Delphinoidea    |

|                     | Physeteroidea                                                                                             |
|                     | |
|                     | \| \| Ziphiidae, etc. \| \| \| \| \| radiação adaptativa \| Delphinoidea \| \| Mioceno \| Delphinoidea \| |
|                     | |
|                     | Ziphiidae, etc.                                                                                           |
|                     | |
| radiação adaptativa | Delphinoidea                                                                                              |
| Mioceno             | Delphinoidea                                                                                              |

|                     | Ziphiidae, etc. |
|                     |                 |
| radiação adaptativa | Delphinoidea    |
| Mioceno             | Delphinoidea    |

|                     | Physeteroidea                                                                                             |
|                     | |
|                     | \| \| Ziphiidae, etc. \| \| \| \| \| radiação adaptativa \| Delphinoidea \| \| Mioceno \| Delphinoidea \| |
|                     | |
|                     | Ziphiidae, etc.                                                                                           |
|                     | |
| radiação adaptativa | Delphinoidea                                                                                              |
| Mioceno             | Delphinoidea                                                                                              |

|                     | Ziphiidae, etc. |
|                     |                 |
| radiação adaptativa | Delphinoidea    |
| Mioceno             | Delphinoidea    |

|                     | Physeteroidea                                                                                             |
|                     | |
|                     | \| \| Ziphiidae, etc. \| \| \| \| \| radiação adaptativa \| Delphinoidea \| \| Mioceno \| Delphinoidea \| |
|                     | |
|                     | Ziphiidae, etc.                                                                                           |
|                     | |
| radiação adaptativa | Delphinoidea                                                                                              |
| Mioceno             | Delphinoidea                                                                                              |

|                     | Ziphiidae, etc. |
|                     |                 |
| radiação adaptativa | Delphinoidea    |
| Mioceno             | Delphinoidea    |

|                     | Physeteroidea                                                                                             |
|                     | |
|                     | \| \| Ziphiidae, etc. \| \| \| \| \| radiação adaptativa \| Delphinoidea \| \| Mioceno \| Delphinoidea \| |
|                     | |
|                     | Ziphiidae, etc.                                                                                           |
|                     | |
| radiação adaptativa | Delphinoidea                                                                                              |
| Mioceno             | Delphinoidea                                                                                              |

|                     | Ziphiidae, etc. |
|                     |                 |
| radiação adaptativa | Delphinoidea    |
| Mioceno             | Delphinoidea    |

|                     | Physeteroidea                                                                                             |
|                     | |
|                     | \| \| Ziphiidae, etc. \| \| \| \| \| radiação adaptativa \| Delphinoidea \| \| Mioceno \| Delphinoidea \| |
|                     | |
|                     | Ziphiidae, etc.                                                                                           |
|                     | |
| radiação adaptativa | Delphinoidea                                                                                              |
| Mioceno             | Delphinoidea                                                                                              |

|                     | Ziphiidae, etc. |
|                     |                 |
| radiação adaptativa | Delphinoidea    |
| Mioceno             | Delphinoidea    |

|                     | Physeteroidea                                                                                             |
|                     | |
|                     | \| \| Ziphiidae, etc. \| \| \| \| \| radiação adaptativa \| Delphinoidea \| \| Mioceno \| Delphinoidea \| |
|                     | |
|                     | Ziphiidae, etc.                                                                                           |
|                     | |
| radiação adaptativa | Delphinoidea                                                                                              |
| Mioceno             | Delphinoidea                                                                                              |

|                     | Ziphiidae, etc. |
|                     |                 |
| radiação adaptativa | Delphinoidea    |
| Mioceno             | Delphinoidea    |

|                     | Physeteroidea                                                                                             |
|                     | |
|                     | \| \| Ziphiidae, etc. \| \| \| \| \| radiação adaptativa \| Delphinoidea \| \| Mioceno \| Delphinoidea \| |
|                     | |
|                     | Ziphiidae, etc.                                                                                           |
|                     | |
| radiação adaptativa | Delphinoidea                                                                                              |
| Mioceno             | Delphinoidea                                                                                              |

|                     | Ziphiidae, etc. |
|                     |                 |
| radiação adaptativa | Delphinoidea    |
| Mioceno             | Delphinoidea    |

|                     | Physeteroidea                                                                                             |
|                     | |
|                     | \| \| Ziphiidae, etc. \| \| \| \| \| radiação adaptativa \| Delphinoidea \| \| Mioceno \| Delphinoidea \| |
|                     | |
|                     | Ziphiidae, etc.                                                                                           |
|                     | |
| radiação adaptativa | Delphinoidea                                                                                              |
| Mioceno             | Delphinoidea                                                                                              |

|                     | Ziphiidae, etc. |
|                     |                 |
| radiação adaptativa | Delphinoidea    |
| Mioceno             | Delphinoidea    |

|                     | Physeteroidea                                                                                             |
|                     | |
|                     | \| \| Ziphiidae, etc. \| \| \| \| \| radiação adaptativa \| Delphinoidea \| \| Mioceno \| Delphinoidea \| |
|                     | |
|                     | Ziphiidae, etc.                                                                                           |
|                     | |
| radiação adaptativa | Delphinoidea                                                                                              |
| Mioceno             | Delphinoidea                                                                                              |

|                     | Ziphiidae, etc. |
|                     |                 |
| radiação adaptativa | Delphinoidea    |
| Mioceno             | Delphinoidea    |

|                     | Physeteroidea                                                                                             |
|                     | |
|                     | \| \| Ziphiidae, etc. \| \| \| \| \| radiação adaptativa \| Delphinoidea \| \| Mioceno \| Delphinoidea \| |
|                     | |
|                     | Ziphiidae, etc.                                                                                           |
|                     | |
| radiação adaptativa | Delphinoidea                                                                                              |
| Mioceno             | Delphinoidea                                                                                              |

|                     | Ziphiidae, etc. |
|                     |                 |
| radiação adaptativa | Delphinoidea    |
| Mioceno             | Delphinoidea    |

|                     | Physeteroidea                                                                                             |
|                     | |
|                     | \| \| Ziphiidae, etc. \| \| \| \| \| radiação adaptativa \| Delphinoidea \| \| Mioceno \| Delphinoidea \| |
|                     | |
|                     | Ziphiidae, etc.                                                                                           |
|                     | |
| radiação adaptativa | Delphinoidea                                                                                              |
| Mioceno             | Delphinoidea                                                                                              |

|                     | Ziphiidae, etc. |
|                     |                 |
| radiação adaptativa | Delphinoidea    |
| Mioceno             | Delphinoidea    |

|                     | Physeteroidea                                                                                             |
|                     | |
|                     | \| \| Ziphiidae, etc. \| \| \| \| \| radiação adaptativa \| Delphinoidea \| \| Mioceno \| Delphinoidea \| |
|                     | |
|                     | Ziphiidae, etc.                                                                                           |
|                     | |
| radiação adaptativa | Delphinoidea                                                                                              |
| Mioceno             | Delphinoidea                                                                                              |

|                     | Ziphiidae, etc. |
|                     |                 |
| radiação adaptativa | Delphinoidea    |
| Mioceno             | Delphinoidea    |

|                     | Physeteroidea                                                                                             |
|                     | |
|                     | \| \| Ziphiidae, etc. \| \| \| \| \| radiação adaptativa \| Delphinoidea \| \| Mioceno \| Delphinoidea \| |
|                     | |
|                     | Ziphiidae, etc.                                                                                           |
|                     | |
| radiação adaptativa | Delphinoidea                                                                                              |
| Mioceno             | Delphinoidea                                                                                              |

|                     | Ziphiidae, etc. |
|                     |                 |
| radiação adaptativa | Delphinoidea    |
| Mioceno             | Delphinoidea    |

|                     | Physeteroidea                                                                                             |
|                     | |
|                     | \| \| Ziphiidae, etc. \| \| \| \| \| radiação adaptativa \| Delphinoidea \| \| Mioceno \| Delphinoidea \| |
|                     | |
|                     | Ziphiidae, etc.                                                                                           |
|                     | |
| radiação adaptativa | Delphinoidea                                                                                              |
| Mioceno             | Delphinoidea                                                                                              |

|                     | Ziphiidae, etc. |
|                     |                 |
| radiação adaptativa | Delphinoidea    |
| Mioceno             | Delphinoidea    |

|                     | Physeteroidea                                                                                             |
|                     | |
|                     | \| \| Ziphiidae, etc. \| \| \| \| \| radiação adaptativa \| Delphinoidea \| \| Mioceno \| Delphinoidea \| |
|                     | |
|                     | Ziphiidae, etc.                                                                                           |
|                     | |
| radiação adaptativa | Delphinoidea                                                                                              |
| Mioceno             | Delphinoidea                                                                                              |

|                     | Ziphiidae, etc. |
|                     |                 |
| radiação adaptativa | Delphinoidea    |
| Mioceno             | Delphinoidea    |

A reestruturação física dos oceanos desempenhou um papel na evolução da ecolocalização. O resfriamento global na transição Eoceno-Oligoceno causou uma mudança de um mundo estufa para um mundo de gelo. Aberturas tectônicas criaram o oceano Antártico com uma corrente circumpolar antártica de fluxo livre. Esses eventos incentivaram a seleção para a capacidade de localizar e capturar presas em águas fluviais turvas, o que permitiu aos odontocetos invadir e se alimentar em profundidades abaixo da zona fótica. Em particular, a ecolocalização abaixo da zona fótica pode ter sido uma adaptação de predação a cefalópodes que migram verticalmente. A família Delphinidae (dos golfinhos) diversificou-se no Neogeno (23–2,6 milhões de anos atrás), desenvolvendo uma ecolocalização extremamente especializada.
Quatro proteínas desempenham um papel importante na ecolocalização de baleias dentadas. A prestina [en], uma proteína motora das células ciliadas externas do ouvido interno da cóclea mamífera, está associada à sensibilidade auditiva. Ela passou por dois claros episódios de evolução acelerada em cetáceos. O primeiro está relacionado à divergência dos odontocetos, quando a ecolocalização se desenvolveu pela primeira vez, e o segundo com o aumento da frequência de ecolocalização entre os golfinhos. Tmc1 e Pjvk são proteínas relacionadas à sensibilidade auditiva: Tmc1 está associada ao desenvolvimento de células ciliadas e à audição de alta frequência, e Pjvk à função das células ciliadas. A evolução molecular de Tmc1 e Pjvk indica seleção positiva para a ecolocalização em odontocetos. Cldn14, um membro das proteínas de junção estreita que formam barreiras entre as células do ouvido interno, apresenta o mesmo padrão evolutivo que a prestina. Os dois eventos de evolução proteica, para prestina e Cldn14, ocorreram nos mesmos períodos que a abertura tectônica da passagem de Drake (34–31 Ma) e o crescimento de gelo na Antártida na transição climática do Mioceno médio (14 Ma), com a divergência de odontocetos e misticetos ocorrendo com o primeiro, e a especiação de Delphinidae com o segundo.
A evolução de duas estruturas cranianas pode estar ligada à ecolocalização. O telescopamento craniano (sobreposição entre os ossos frontal e maxila, e deslocamento posterior das narinas) desenvolveu-se primeiro em xenorofídeos [en]. Ele evoluiu ainda mais em odontocetos tronco, alcançando o telescopamento craniano completo nos odontocetos coroados. O movimento das narinas pode ter permitido um aparelho nasal maior e um melão [en] para ecolocalização. Essa mudança ocorreu após a divergência dos neocetos dos basilossaurídeos. A primeira mudança em direção à assimetria craniana ocorreu no Oligoceno inicial, antes dos xenorofídeos. Um fóssil de xenorofídeo (Cotylocara macei) apresenta assimetria craniana e mostra outros indicadores de ecolocalização. No entanto, xenorofídeos basais não apresentam assimetria craniana, indicando que isso provavelmente evoluiu duas vezes. Os odontocetos atuais possuem regiões nasofaciais assimétricas; geralmente, o plano mediano é deslocado para a esquerda e as estruturas à direita são maiores. Tanto o telescopamento craniano quanto a assimetria provavelmente estão relacionados à produção de som para ecolocalização.

#### Mecanismo
Treze espécies de odontocetos existentes evoluíram convergentemente para a ecolocalização de banda estreita de alta frequência (NBHF) em quatro eventos separados. Essas espécies incluem as famílias Kogiidae (cachalotes-pigmeus) e Phocoenidae (toninhas), assim como algumas espécies do gênero Lagenorhynchus, todas as espécies de Cephalorhynchus e o boto-cachimbo. A NBHF é considerada uma evolução como meio de evasão de predadores; as espécies que produzem NBHF são pequenas em relação a outros odontocetos, tornando-as presas viáveis para espécies maiores, como a orca. No entanto, como três desses grupos desenvolveram NBHF antes do surgimento da orca, a predação por outros odontocetos raptoriais antigos deve ter sido a força motriz para o desenvolvimento da NBHF, e não a predação pela orca. Orcas, e presumivelmente odontocetos raptoriais antigos, como Acrophyseter, são incapazes de ouvir frequências acima de 100 kHz.
Outra razão para a variação na ecolocalização é o habitat. Para todos os sistemas de sonar, o fator limitante que determina se um eco retornado é detectado é a relação eco-ruído (ENR). A ENR é dada pelo nível da fonte emitida (SL) mais a força do alvo, menos a perda de transmissão bidirecional (absorção e dispersão) e o ruído recebido. Os animais adaptam-se para maximizar o alcance em condições limitadas por ruído (aumentando o nível da fonte) ou para reduzir o ruído de fundo em habitats rasos e/ou cheios de obstáculos (diminuindo o nível da fonte). Em habitats cheios de obstáculos, como áreas costeiras, os alcances das presas são menores, e espécies como o golfinho-de-Commerson (Cephalorhynchus commersonii) possuem níveis de fonte reduzidos para se adequar melhor ao seu ambiente.
As baleias dentadas emitem um feixe focado de cliques de alta frequência na direção para a qual sua cabeça está apontando. Os sons são gerados pela passagem de ar das narinas ósseas através dos lábios fônicos. Esses sons são refletidos pelo osso côncavo denso do crânio e por um saco aéreo em sua base. O feixe focado é modulado por um grande órgão gorduroso conhecido como melão. Este atua como uma lente acústica, pois é composto por lipídios de densidades diferentes. A maioria das baleias dentadas usa cliques em uma série, ou trem de cliques, para ecolocalização, enquanto a cachalote pode produzir cliques individualmente. Os assobios das baleias dentadas não parecem ser usados na ecolocalização. Diferentes taxas de produção de cliques em um trem de cliques dão origem aos familiares latidos, guinchos e rugidos dos golfinhos Tursiops. Um trem de cliques com uma taxa de repetição superior a 600 por segundo é chamado de pulso de explosão. Nos Tursiops, a resposta cerebral auditiva resolve cliques individuais até 600 por segundo, mas produz uma resposta graduada para taxas de repetição mais altas.
Foi sugerido que a disposição dos dentes de algumas baleias dentadas menores pode ser uma adaptação para a ecolocalização. Os dentes de um golfinho Tursiops, por exemplo, não são dispostos simetricamente quando vistos em um plano vertical. Essa assimetria pode ser uma ajuda para detectar se os ecos de seu biossonar estão vindo de um lado ou de outro; mas isso não foi testado experimentalmente.
Os ecos são recebidos usando estruturas gordurosas complexas ao redor da mandíbula inferior como o principal caminho de recepção, de onde são transmitidos ao ouvido médio por meio de um corpo gorduroso contínuo. Sons laterais podem ser recebidos através de lobos gordurosos ao redor das orelhas com uma densidade semelhante à da água. Alguns pesquisadores acreditam que, ao se aproximarem do objeto de interesse, eles se protegem contra o eco mais forte ao reduzir o som emitido. Em morcegos, sabe-se que isso ocorre, mas aqui a sensibilidade auditiva também é reduzida próximo a um alvo.

### Andorinhões e aves-oleosas

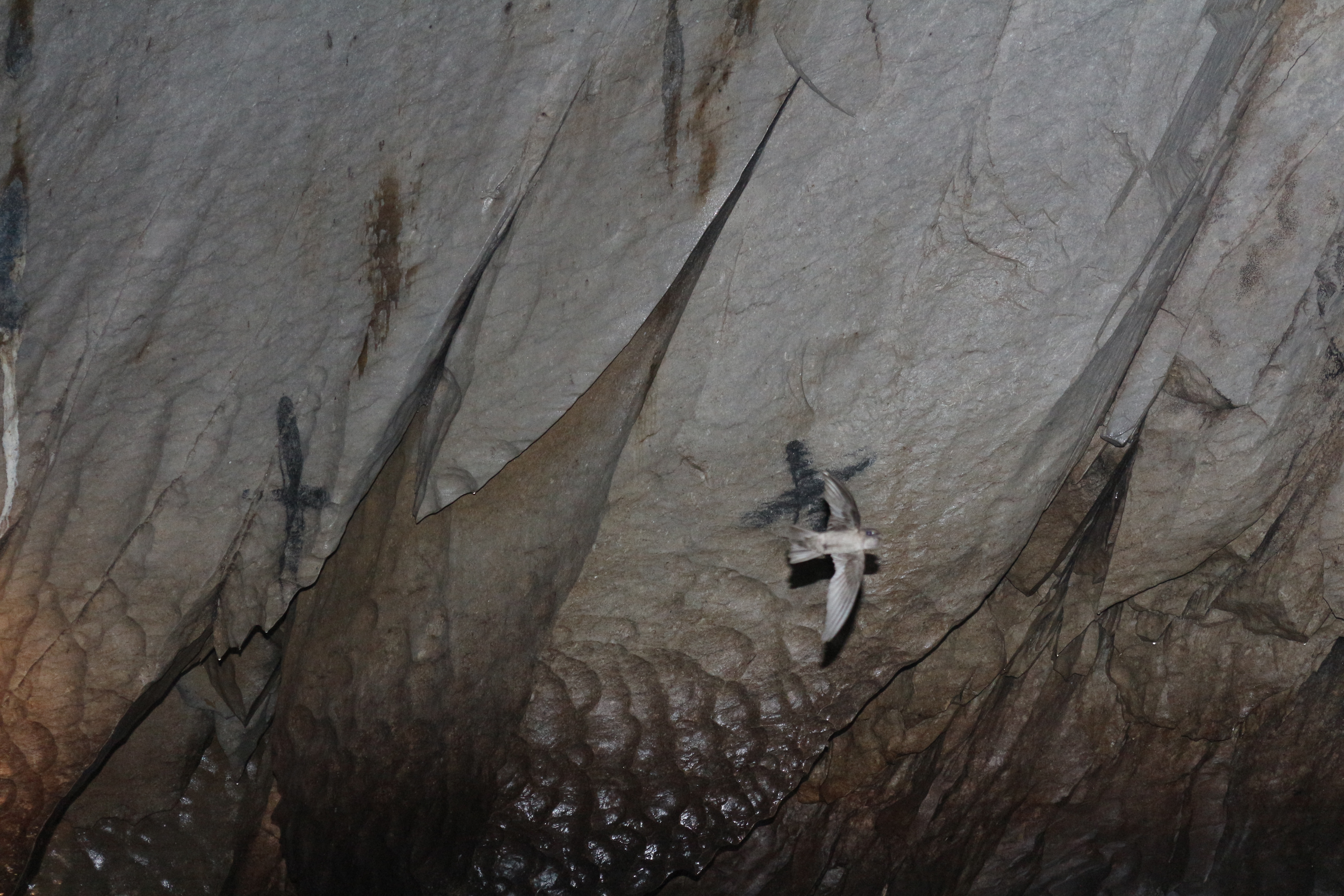
Um andorinhão-de-Palawan (Aerodramus palawanensis) voa em completa escuridão dentro da caverna do rio subterrâneo de Puerto Princesa.

Os guácharos, ou aves-das-cavernas, e algumas espécies de  andorinhão são conhecidas por usar uma forma relativamente rudimentar de ecolocalização em comparação com a de morcegos e golfinhos. Essas aves noturnas emitem chamadas enquanto voam e usam essas chamadas para navegar por entre árvores e cavernas onde vivem.

### Mamíferos terrestres
Mamíferos terrestres, além dos morcegos, conhecidos ou suspeitos de usar ecolocalização incluem musaranhos, os tenrecos de Madagascar, o roedor Typhlomys cinereus, e solenodontes. Os sons dos musaranhos, ao contrário dos dos morcegos, são de baixa amplitude, banda larga, multi-harmônicos e modulados em frequência. Eles não contêm cliques de ecolocalização com reverberações e parecem ser usados para orientação espacial simples e de curto alcance. Em contraste com os morcegos, os musaranhos usam a ecolocalização apenas para investigar seu habitat, em vez de localizar alimentos. Há evidências de que ratos de laboratório cegos podem usar a ecolocalização para navegar em labirintos.

## Contramedidas

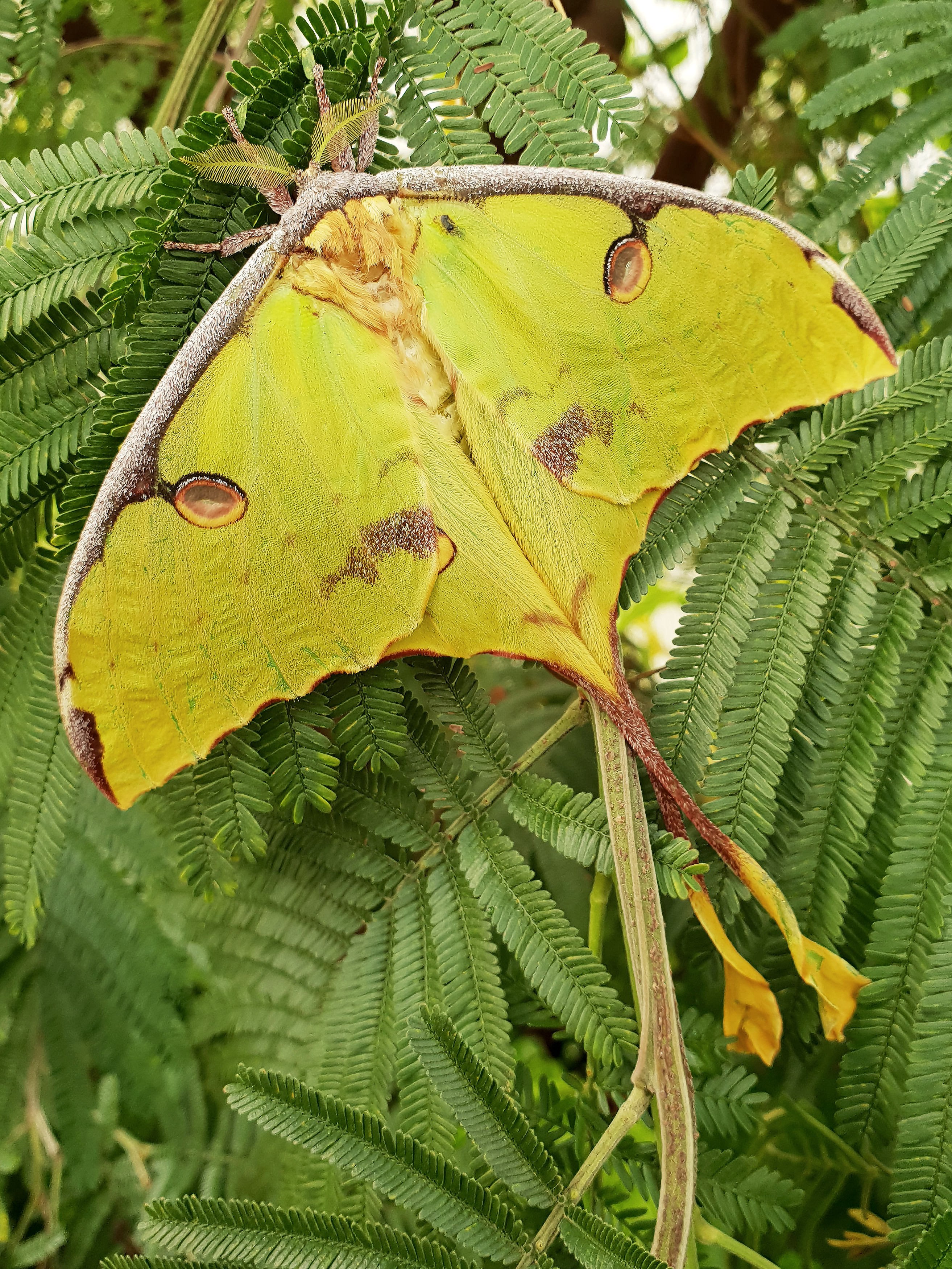
As caudas especialmente longas nas asas posteriores da mariposa Argema mimosae, uma saturnídea, oscilam durante o voo, desviando o ataque do morcego caçador para as caudas, permitindo que a mariposa evite a captura.

Alguns insetos predados por morcegos possuem adaptações antipredatórias, incluindo evasão de predadores, desvio de ataques, e cliques ultrassônicos que parecem funcionar como avisos, em vez de interferência de ecolocalização.
Ãs mariposas da família Arctiidae de diferentes espécies (dois terços das espécies testadas) respondem a ataques simulados por morcegos ecolocalizadores produzindo uma série acelerada de cliques. A espécie Bertholdia trigona [en] demonstrou interferir na ecolocalização de morcegos: quando confrontada com morcegos castanhos grandes inexperientes, o ultrassom foi imediata e consistentemente eficaz em prevenir ataques. Os morcegos entraram em contato com mariposas de controle silenciosas 400% mais frequentemente do que com B. trigona.
O ultrassom de mariposas também pode funcionar para assustar o morcego (uma tática de blefe), avisar o morcego que a mariposa é desagradável ao paladar (sinalização honesta, aposematismo), ou imitar espécies quimicamente defendidas. Tanto o aposematismo quanto o mimetismo demonstraram conferir uma vantagem de sobrevivência contra ataques de morcegos.
A traça-da-cera(Galleria mellonella) adota ações de evasão de predadores, como cair, fazer loops e congelar, quando detecta ondas ultrassônicas, indicando que pode tanto detectar quanto diferenciar entre frequências ultrassônicas usadas por predadores e sinais de outros membros de sua espécie. Alguns membros da família de mariposas Saturniidae, que inclui mariposas de seda gigantes, possuem caudas longas nas asas posteriores, especialmente aqueles nos subgrupos Attacini e Arsenurinae. As caudas oscilam durante o voo, criando ecos que desviam o ataque do morcego caçador do corpo da mariposa para as caudas. A espécie Argema mimosae [en], que possui caudas especialmente longas, foi a mais propensa a evitar a captura.

## Ecolocalização artificial
A ecolocalização também é chamada de "biossonar", pois foi a partir do estudo dessa capacidade natural que os seres humanos desenvolveram a "ecolocalização artificial", de grande importância na aeronáutica, navegação e medicina, como o radar, o sonar e os aparelhos de ultrassonografia.
- O radar é encontrado em aviões e aeroportos e utiliza ondas eletromagnéticas;
- O sonar, presente em navios e submarinos, faz uso de ondas ultrassônicas para orientação da navegação;
- A ultrassonografia contribui como auxílio no diagnóstico médico e veterinário, sendo sua aplicação mais ampla em seres humanos, particularmente durante a gravidez.